# André Göransson
André Göransson, född 30 april 1994, är en svensk tennisspelare.

## Karriär
Göransson spelade collegetennis på University of California, Berkeley.
I februari 2020 tog Göransson sin första titel på ATP-touren då han tillsammans med Christopher Rungkat vann dubbeln vid Maharashtra Open, efter att ha besegrat Jonathan Erlich och Andrei Vasilevski i finalen.

## ATP-finaler

### Dubbel: 3 (1 titel, 2 andraplatser)
| Teckenförklaring       |
| ---------------------- |
| Grand Slam (0–0)       |
| ATP Finals (0–0)       |
| ATP Masters 1000 (0–0) |
| ATP 500 Series (0–0)   |
| ATP 250 Series (1–2)   |

| Finaler efter underlag |
| ---------------------- |
| Hard court (1–0)       |
| Grus (0–2)             |
| Gräs (0–0)             |

| Resultat | V–F | Datum         | Turnering                | Kategori   | Underlag   | Medspelare          | Motståndare                        | Resultat            |
| -------- | --- | ------------- | ------------------------ | ---------- | ---------- | ------------------- | ---------------------------------- | ------------------- |
| Vinnare  | 1–0 | Februari 2020 | Maharashtra Open, Indien | 250 Series | Hard court | Christopher Rungkat | Jonathan Erlich Andrei Vasilevski  | 6–2, 3–6, [10–8]    |
| Tvåa     | 1–1 | Maj 2021      | Belgrade Open, Serbien   | 250 Series | Grus       | Rafael Matos        | Jonathan Erlich Andrei Vasilevski  | 4–6, 1–6            |
| Tvåa     | 1–2 | Februari 2022 | Chile Open, Chile        | 250 Series | Grus       | Nathaniel Lammons   | Felipe Meligeni Alves Rafael Matos | 6–7(8–10), 6–7(3–7) |